# خانه پسران
عمارت پسران مربوط به دوره قاجار است و در شیراز، خیابان لطفعلی خان زند، محله اسحاق بیگ واقع شده و این اثر در تاریخ ۱۱ دی ۱۳۸۰ با شمارهٔ ثبت ۴۵۱۸ به‌عنوان یکی از آثار ملی ایران به ثبت رسیده است.